# AnimalBase
AnimalBase és una base de dades en línia, proporcionada per l'Institut de Zoologia de la Universitat de Göttingen, Alemanya, nascuda el 2004, que té com a objectiu facilitar l'accés lliure a les obres de zoologia, proporcionant tipus de llistes de noms i espècies zoològiques com un recurs gratuït per al públic.
Les publicacions relacionades amb la zoologia són digitalitzades en format d'imatge per la biblioteca de la Universitat de Göttingen, proporcionant l'accés obert, amb drets que permeten l'ús lliure dels recursos, a la major part de la literatura zoològica taxonòmicament rellevant, des dels seus inicis fins a 1800. A data de 2012 es podia accedir a 50.000 noms, amb enllaços directes a la descripció original digitalitzada. No hi ha una limitació o condicionament a l'ús de dades. Els contribuïdors voluntaris amb dades o imatges per AnimalBase ho fan, per defecte, sota la llicència de Creative Commons CC BY-SA. Els usuaris del recurs, poden utilitzar les imatges o llocs web citant l'autoria o enllaçant amb el recurs d'AnimalBase on es fa referència a aquesta autoria.
Els esforços per la digitalització de les publicacions relacionades amb la biodiversitat, i entre aquestes les que tenen a veure amb el món de la taxonomia, han posat en evidència la utilitat d'aquestes iniciatives. És en aquest context on cal emmarcar el projecte d'AnimalBase, encetat des de la Universitat de Göttingen.